# 滝山 (東久留米市)
滝山（たきやま）は、東京都東久留米市の町域。

現行行政地名は　滝山一丁目から滝山七丁目。

郵便番号は203-0033。

## 地理
東久留米市の南部。滝山団地を中心としたニュータウン街区。
東から時計回りに、東久留米市前沢、小平市花小金井、東久留米市弥生、小平市大沼町、東久留米市柳窪、東久留米市下里、東久留米市八幡町、に隣接する。

## 小・中学校の学区
市立小・中学校に通う場合、学区は以下の通りとなる。

2025年4月現在
| 丁目   | 番地     | 小学校     | 変更承認区域 |
| ------ | -------- | ---------- | ------------ |
| 一丁目 | 全域     | 第九小学校 |              |
| 二丁目 | 全域     | 第九小学校 |              |
| 三丁目 | 全域     | 第九小学校 |              |
| 四丁目 | 全域     | 第九小学校 |              |
| 五丁目 | 全域     | 第九小学校 | 第七小学校   |
| 六丁目 | 1番      | 第七小学校 | 第九小学校   |
| 六丁目 | 2番      | 第七小学校 |              |
| 六丁目 | 3番      | 第七小学校 |              |
| 七丁目 | 1〜20番  | 第七小学校 |              |
| 七丁目 | 21〜26番 | 第七小学校 |              |

| 丁目   | 番地     | 中学校     | 変更承認区域 |
| ------ | -------- | ---------- | ------------ |
| 一丁目 | 全域     | 西中学校   |              |
| 二丁目 | 全域     | 西中学校   |              |
| 三丁目 | 全域     | 西中学校   |              |
| 四丁目 | 全域     | 西中学校   |              |
| 五丁目 | 全域     | 西中学校   |              |
| 六丁目 | 1番      | 西中学校   |              |
| 六丁目 | 2番      | 西中学校   |              |
| 六丁目 | 3番      | 下里中学校 |              |
| 七丁目 | 1〜20番  | 西中学校   |              |
| 七丁目 | 21〜26番 | 下里中学校 |              |

## 交通

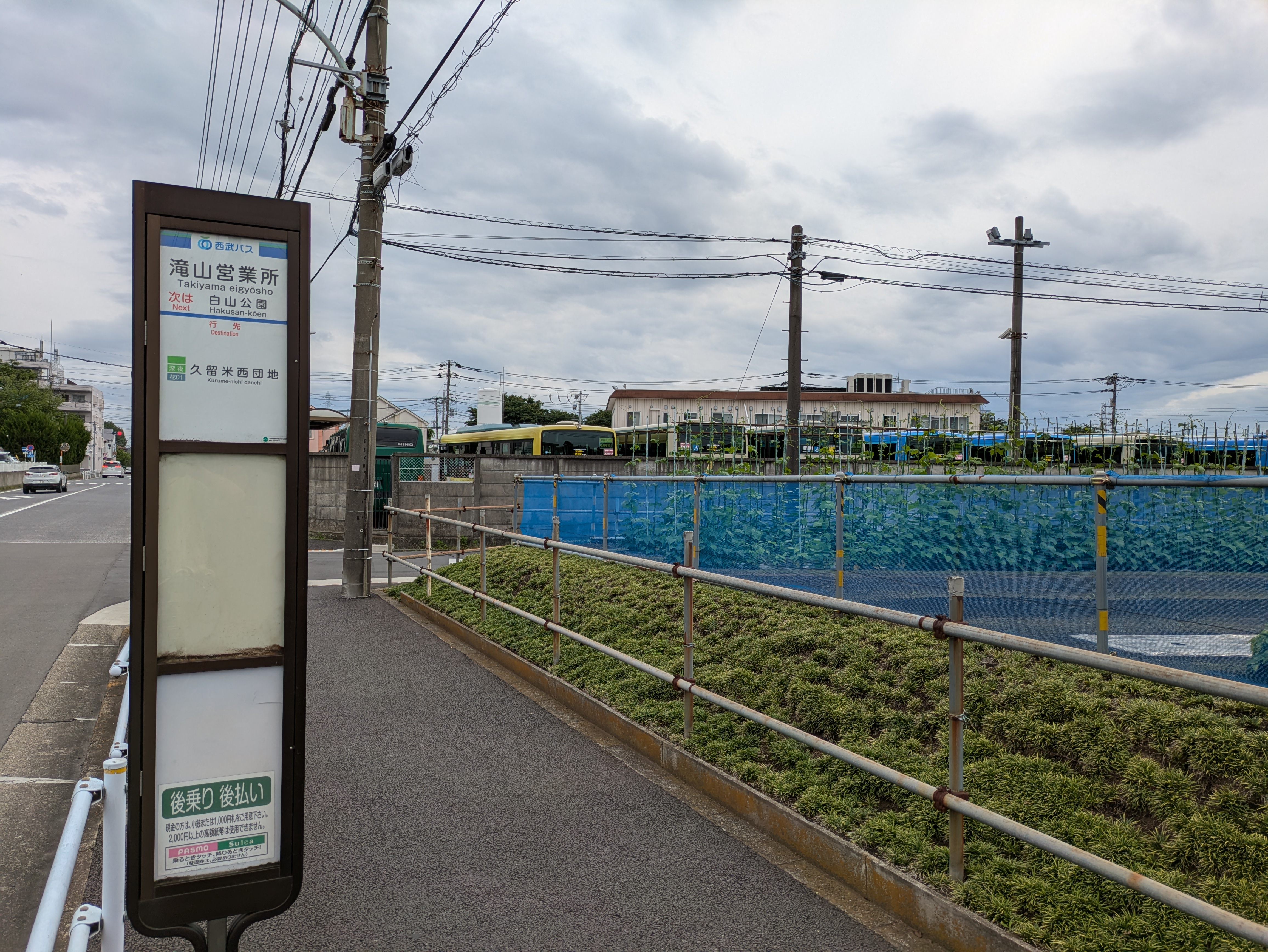
西武バス滝山営業所バス停

### 鉄道
鉄道空白地帯となる。
街区内、隣接地域に鉄道駅は無く、下記の駅がバス利用等での主な利用圏内となる。
| バス移動で利用可能駅 |
| --- |
| 西武池袋線 - ひばりヶ丘駅(SI 13) - 東久留米駅(SI 14) - 清瀬駅(SI 15) 西武新宿線 - 花小金井駅(SS 18) JR中央線 - 武蔵小金井駅(JC 15) |

### バス
- 西武バス滝山営業所・西武バス小平営業所が、周辺のバス路線を運行している。

### 道路
- 東京都道・埼玉県道4号東京所沢線  - （青梅街道・所沢街道・新所沢街道）
- 東京都道245号杉並田無線 - (新青梅街道)
- 小金井街道
- 滝山中央通り

## 施設

### 滝山二丁目
- 東久留米市立西中学校